# Brachythecium collinum
Brachythecium collinum är en bladmossart som beskrevs av W. P. Schimper in B.S.G. 1853. Brachythecium collinum ingår i släktet gräsmossor, och familjen Brachytheciaceae. Inga underarter finns listade i Catalogue of Life.